# Milán-San Remo 1907
La Milán-San Remo 1907 fue la 1.ª edición de la Milán-San Remo. La carrera se disputó el 14 de abril de 1907. El vencedor final el francés Lucien Petit-Breton.
33 ciclistas tomaron parte, de los cuales concluyeron 14.

## Clasificación final
| Posición | Ciclista            | Equipo         | Tiempo       |
| -------- | ------------------- | -------------- | ------------ |
| 1        | Lucien Petit-Breton | Bianchi        | 11h 04' 15"  |
| 2        | Gustave Garrigou    | Peugeot-Wolber | + 35"        |
| 3        | Giovanni Gerbi      | Bianchi        | m. t.        |
| 4        | Luigi Ganna         | Otav           | + 32' 45"    |
| 5        | Carlo Galetti       | Otav           | + 32' 57s"   |
| 6        | Eberardo Pavesi     | Otav           | + 1h 07' 45" |
| 7        | Giovanni Cuniolo    | Maino          | + 1h 36' 45" |
| 8        | Philippe Pautrat    | -              | + 1h 53' 45" |
| 9        | Clemente Canepari   | -              | + 1h 54' 01" |
| 10       | Amleto Belloni      | -              | + 1h 54' 04" |